# Rosenkäfer
Die Rosenkäfer (Cetoniinae) sind eine Unterfamilie der Blatthornkäfer (Scarabaeidae). Die Unterfamilie ist weltweit verbreitet, hat ihren Verbreitungsschwerpunkt jedoch in den Tropen. Es sind etwa 3000 Arten in ungefähr 400 Gattungen bekannt. Die Taxonomie der Gruppe wird kontrovers betrachtet. Sie wird von manchen Autoren als eigenständige Familie innerhalb der Scarabaeoidea betrachtet, Beutel & Leschen (2005) folgen dieser Auffassung jedoch nicht, sondern stellen sie als Unterfamilie zu den Blatthornkäfern. Bei vielen Arten sind die Imagines lebhaft und/oder metallisch glänzend gefärbt. Sie können, ungewöhnlich für Käfer, ihr zweites Flügelpaar zum Fliegen durch eine Wölbung unter den geschlossenen Deckflügeln entfalten. Die Imagines ernähren sich von austretenden Flüssigkeiten, etwa von Pflanzensaft an Wunden von Bäumen; in vielen Fällen auch von weichfleischigen Früchten. Die Larven entwickeln sich in Detritus und haben die für die Überfamilie typische Gestalt von Engerlingen.

## Merkmale

### Käfer

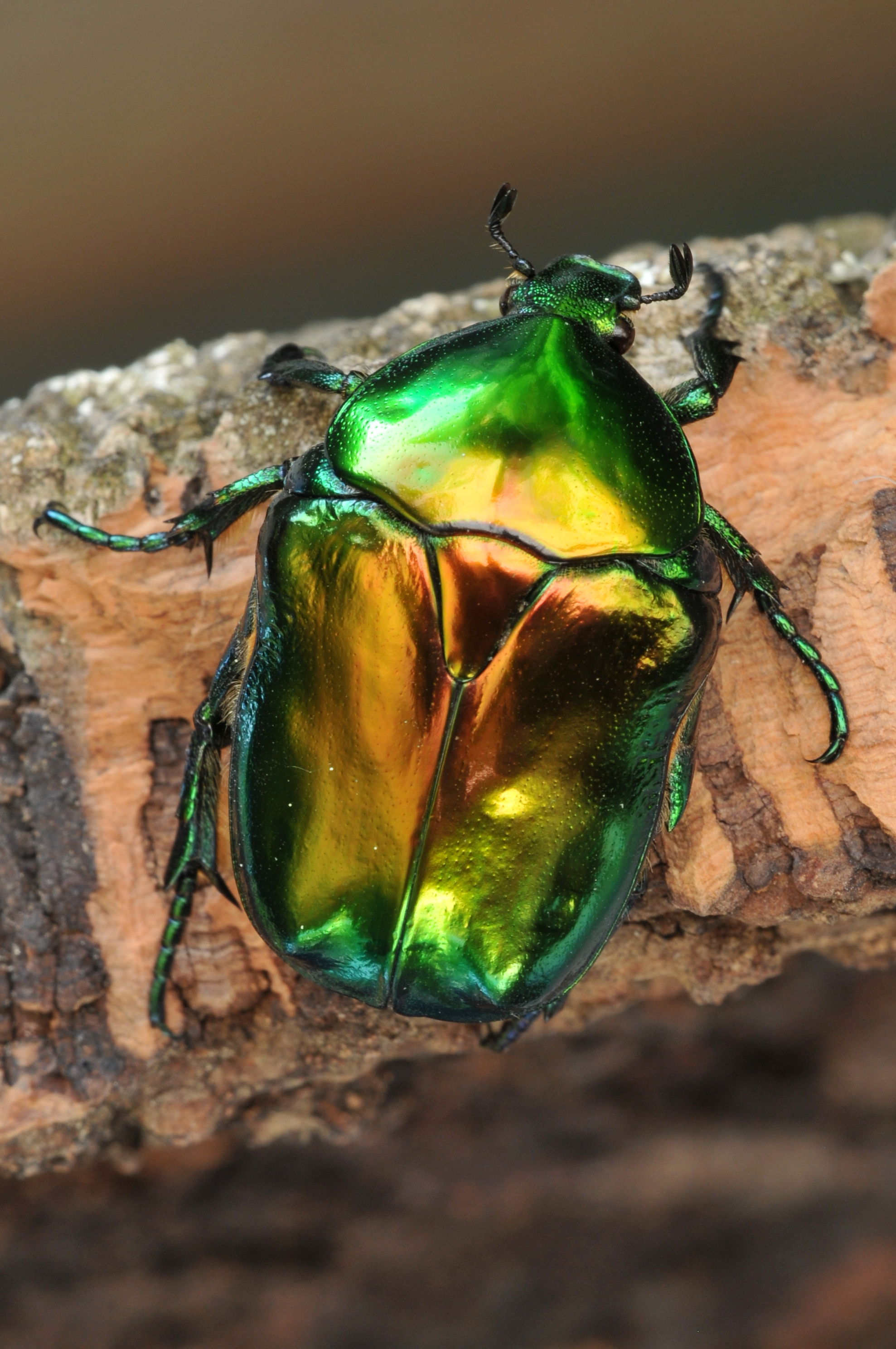
Großer Rosenkäfer (Protaetia aeruginosa)

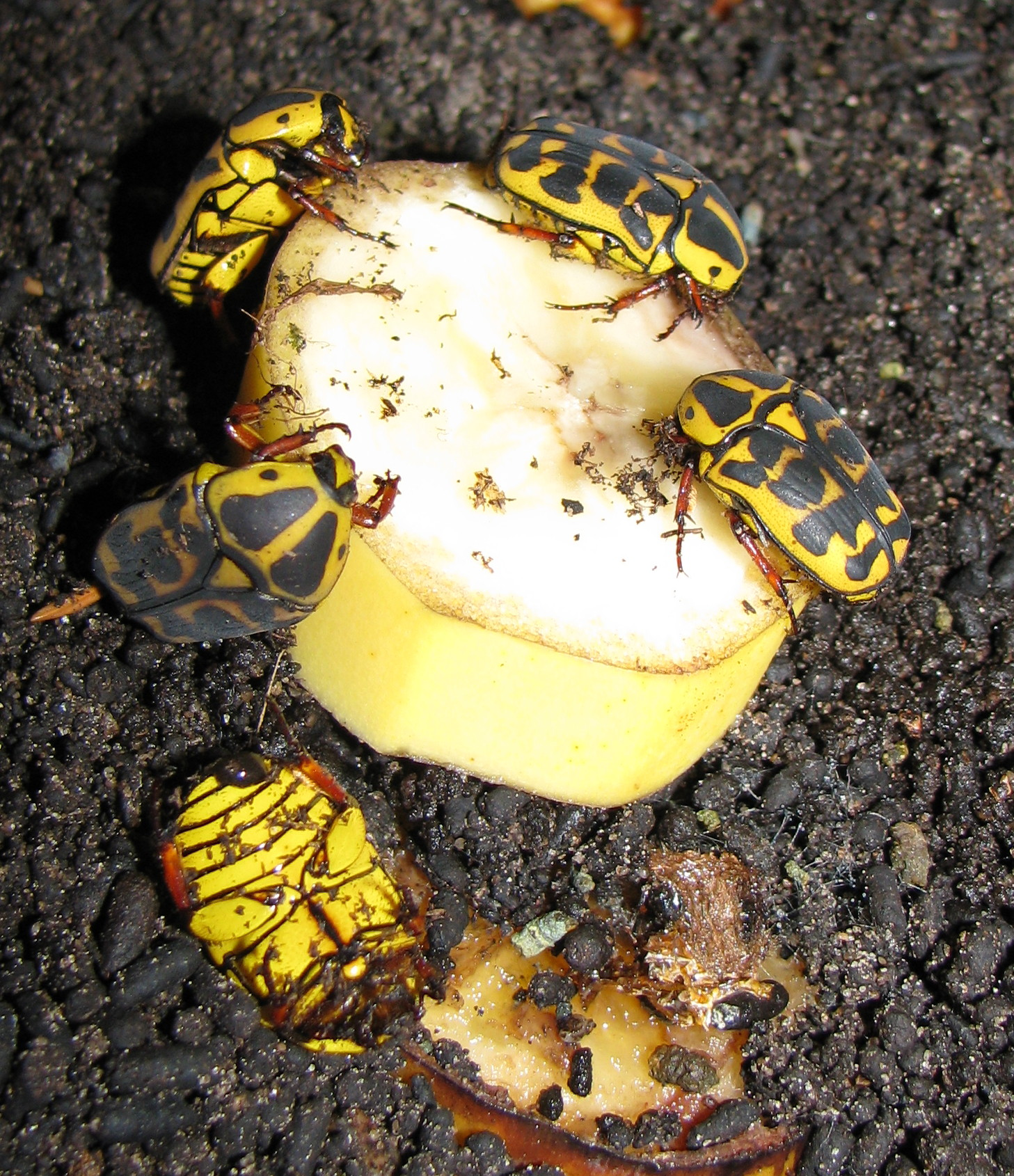
Pachnoda cordata in der Zucht beim Fressen an Banane.

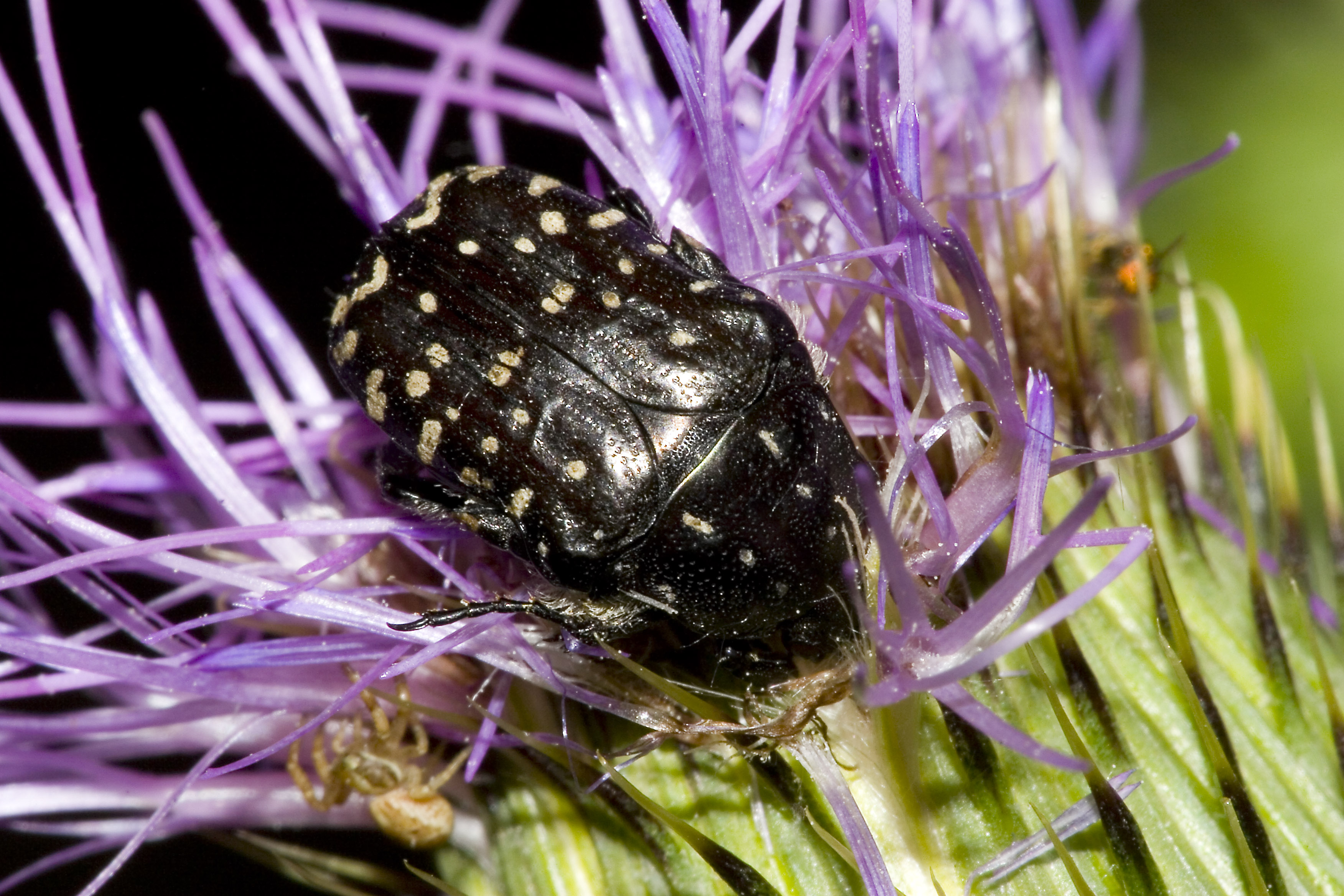
Trauer-Rosenkäfer (Oxythyrea funesta)

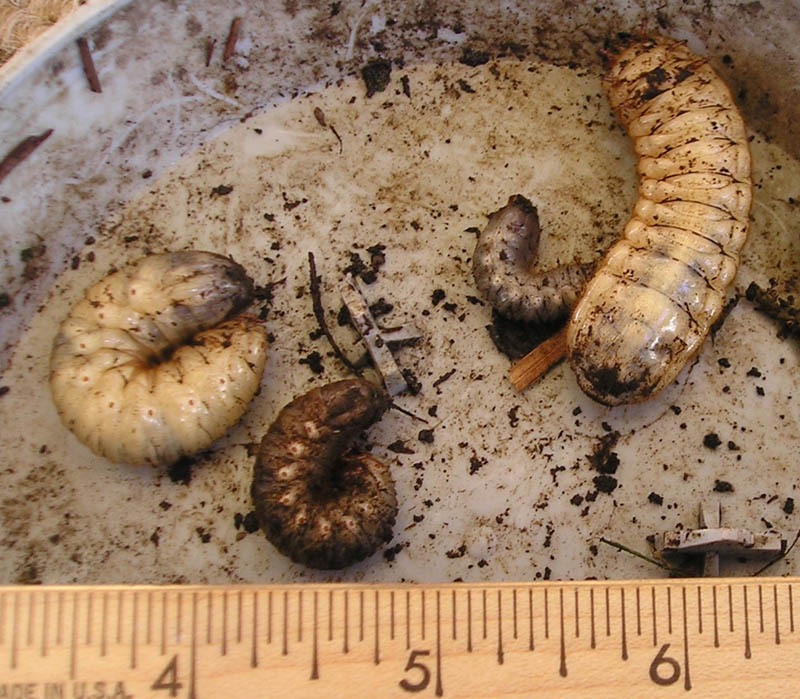
Larven von Cotinis mutabilis. Die rechte Larve bewegt sich gerade auf dem Rücken fort.

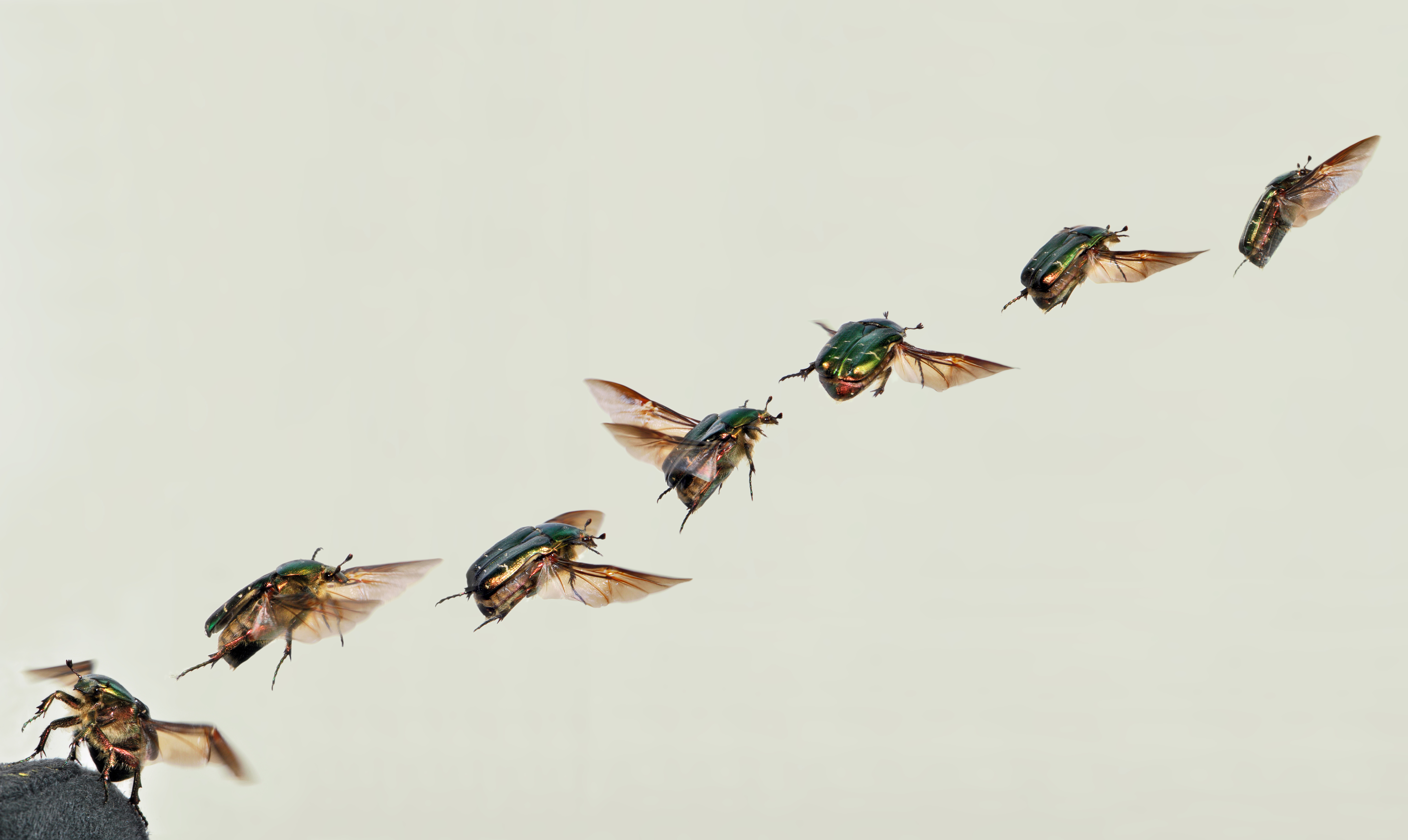
Das Flugmuster eines Goldglänzenden Rosenkäfers; die geschlossenen Elytren sind gut zu erkennen.

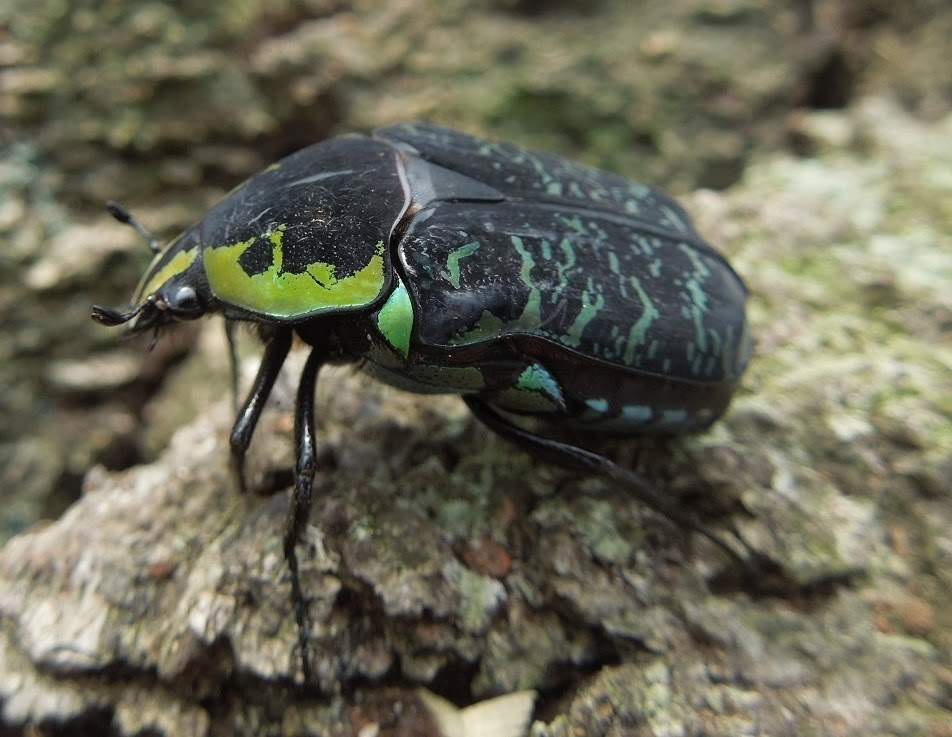
Euchroea coelestis aus Madagaskar

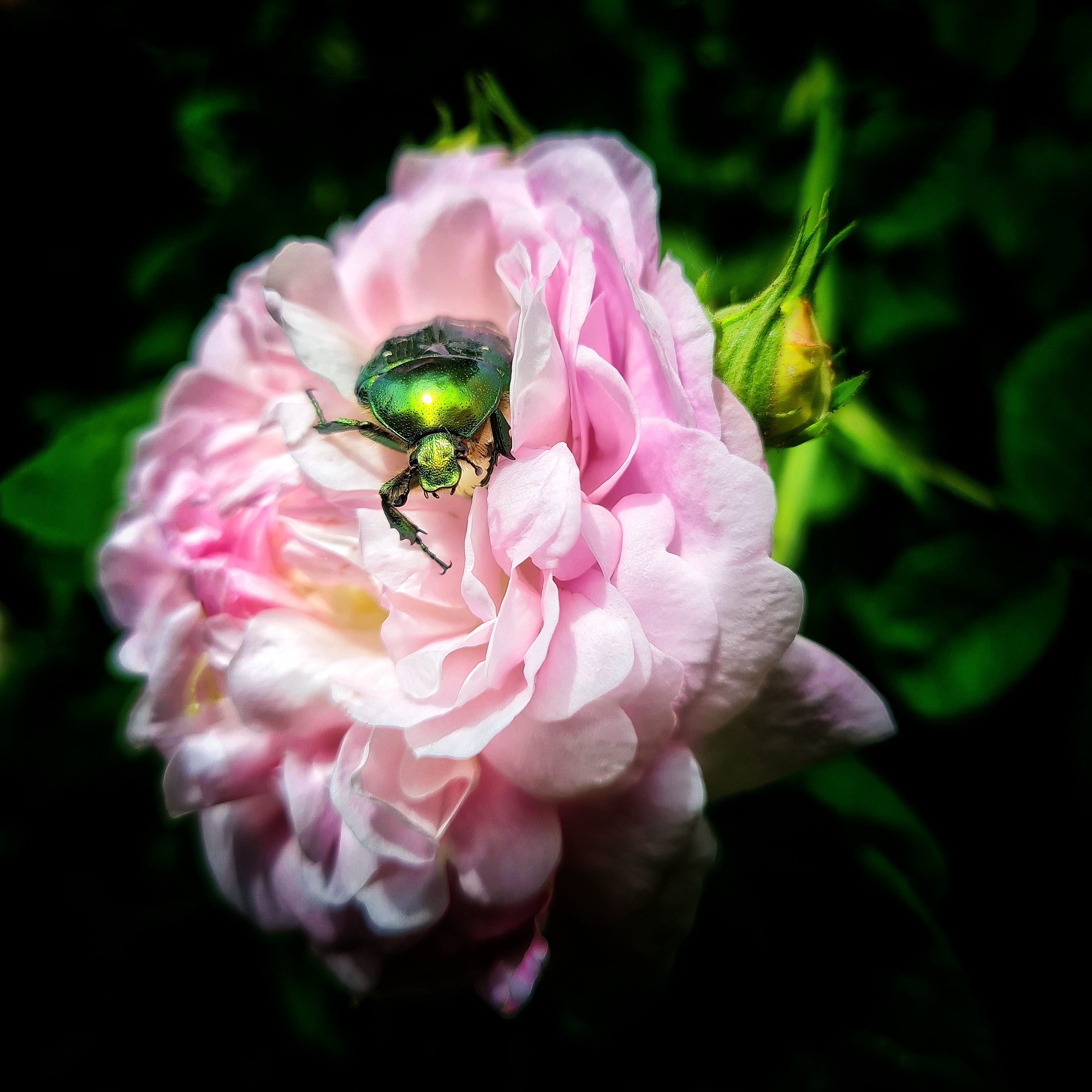
Goldglänzender Rosenkäfer in einer Rosenblüte.

Zu den Rosenkäfern zählen beispielsweise mit den Goliathkäfern (Goliathus) die größten und farbenprächtigsten Arten der Scarabaeoidea. Sie haben eine Körperlänge von 8 bis 110 Millimeter und eine leicht bis stark abgeflachte Körperform. Sie sind von matten Braun- und Schwarztönen bis lebhaft, glänzend, häufig mit metallischen oder emailartigen Farben in komplizierten Mustern gefärbt. Die Facettenaugen sind durch einen langen, schmalen Canthus getrennt. Die Ommatidien sind voll entwickelt (eucon). Von oben betrachtet kann man die Fühlereinlenkungen an der Seite der Stirnplatte (Clypeus) erkennen. Die Fühler sind zehngliedrig und haben eine dreigliedrige Fühlerkeule, die einen spezialisierten Sinnesapparat trägt. Die Mandibeln sind schwach entwickelt und von der Stirnplatte verdeckt. Die Deckflügel (Elytren) sind post-humeral deutlich eingebuchtet. Das Mesepimeron ist hervortretend und in der Regel, von oben betrachtet, an der Basis der Deckflügel zu erkennen. Die Stigmen am Mesothorax sind modifiziert, die Intersegmentalia stark zurückgebildet. Die Hüften (Coxen) der Vorderbeine stehen kegelförmig nach unten. Ein Empodium ist vorhanden. Der Apex der Schienen (Tibien) der mittleren Beine trägt zwei aneinander grenzende Sporne, die durch das basale Segment der Metatarsen getrennt werden. Die Tarsalklauen sind einfach und unterschiedlich groß. Die Lage der Stigmen am Hinterleib variiert, am ersten bis siebten Hinterleibssegment sind sie funktional. Das Pygidium liegt frei. Das Propygidium ist in der Regel mit dem fünften sichtbaren Sternit starr verbunden.

### Larven
Die Galea und Lacinia sind zur Mala verwachsen. Die Mandibeln haben ventral einen Stridulationsbereich. Die Körperform der Larven ist in der Regel C-förmig, lediglich wenn sie sich bei Störung auf dem Rücken fortbewegen, sind sie gerade ausgestreckt. Bei einigen Gattungen sind Punktaugen (Ocelli) ausgebildet. Die Tormae des Epipharynx sind nicht verwachsen und asymmetrisch.

## Lebensweise
Die Imagines ernähren sich nahezu ausschließlich durch das Lecken an Flüssigkeiten, etwa an Wunden von Bäumen oder an Früchten und Nektar. Einige Arten betätigen sich aber auch durch Abweiden zarter Blütenteile (Staubgefäße) als Blütenzerstörer. Es gibt jedoch innerhalb der Cremastocheilini Arten, die die Brut und Nahrungsvorräte von sozialen Insekten fressen. Es wurde eine Reihe von Arten in Dung und auch in Termitennestern nachgewiesen. Die meisten Arten sind tagaktiv. Einzigartig ist der Flug der adulten Käfer, während dessen die Deckflügel nicht geöffnet werden, sondern das zweite, darunter liegende Flügelpaar (Alae) durch eine Aussparung hinter der Schulter entfaltet wird.
Die Larven leben in der Regel frei in Detritus oder Mulm und in durch pilzlichen Abbau mürber und eiweißreicher gewordenem Holz. Es gibt jedoch einige Arten, die sich dabei spezialisiert haben. So fressen sie den Detritus in Ameisenbauten oder Nestern von Greifvögeln. Werden die Larven gestört, rollen sie sich auf den Rücken und bewegen sich in wurmähnlich-pulsierenden Bewegungen. Steife Dorsalborsten geben ihnen bei ihrer Bewegung Halt.

## Taxonomie und Systematik
Die Rosenkäfer werden von manchen Autoren als eigenständige Familie innerhalb der Scarabaeoidea betrachtet, Beutel & Leschen (2005) gehen vom Rang einer Unterfamilie aus, die nicht die Valginae umfasst, die als eine eigenständige Unterfamilie innerhalb der Blatthornkäfer (Scarabaeidae) betrachtet wird. Dort gehört sie zur Klade der Phytophaga. Die Verwandtschaftsverhältnisse innerhalb der Rosenkäfer sind noch unklar und umstritten. So ist etwa die Stellung der Valginae und der Trichiinae entweder als eigenständige Unterfamilien oder Tribus innerhalb der Rosenkäfer unklar.
Die Rosenkäfer werden nach dieser Ansicht, die sich mit Ausnahme der Rangstufen der Untertaxa im Wesentlichen nach einer Klassifikation von Krikken aus dem Jahr 1984 richtet, in zwei Tribus mit insgesamt 15 Subtribus unterteilt:
- Tribus Trichiini
  - Subtribus Cryptodontina (2 Gattungen; Afrotropis)
  - Subtribus Incaina (3 Gattungen; Neotropis)
  - Subtribus Osmodermina (1 Gattung Holarktis, 1 Gattung Orientalis)
  - Subtribus Platygeniina (1 Gattung; Afrotropis)
  - Subtribus Trichiina (mehr als 30 Gattungen; Neue Welt, Afrotropis, Orientalis)
- Tribus Cetoniini
  - Subtribus Cremastocheilina (etwa 50 Gattungen; hauptsächlich Afrotropis, aber auch Nearktis und Neotropis)
  - Subtribus Xiphoscelidina (etwa 15 Gattungen; fast ausschließlich Afrotropis)
  - Subtribus Stenotarsiina (etwa 50 Gattungen; Madagaskar)
  - Subtribus Schizorhinina (mehr als 40 Gattungen; fast ausschließlich Australien und Tasmanien, aber auch Orientalis)
  - Subtribus Goliathina (etwa 80 Gattungen; Afrotropis, Orientalis, Nearktis)
  - Subtribus Cetoniina (vor allem Orientalis und Afrotropis, aber auch Paläarktis und Nearktis)
  - Subtribus Gymnetina (etwa 30 Gattungen; vor allem Neotropis)
  - Subtribus Diplognathina (etwa 20 Gattungen; vor allem Afrotropis)
  - Subtribus Phaedimina (5 Gattungen; Orientalis)
  - Subtribus Taenioderina (mehr als 30 Gattungen; Orientalis)

## Arten (Auswahl)

### Europäische Arten
- Goldglänzender Rosenkäfer (Cetonia aurata)
- Trauerrosenkäfer (Oxythyrea funesta)
- Östlicher Trauerrosenkäfer (Oxythyrea cinctella)
- Großer Rosenkäfer (Protaetia aeruginosa)
- Ähnlicher Rosenkäfer (Protaetia affinis)
- Kupfer-Rosenkäfer (Protaetia cuprea)
- Bronzegrüner Rosenkäfer (Protaetia lugubris)
- Schwarzer Rosenkäfer (Protaetia morio)
- Eremit oder Juchtenkäfer (Osmoderma eremita)
- Grüner Edelscharrkäfer (Gnorimus nobilis)
- Veränderlicher Edelscharrkäfer (Gnorimus variabilis)
- Gebänderter Pinselkäfer (Trichius fasciatus)
- Zottiger Rosenkäfer (Tropinota hirta)
- Heterocnemis graeca

### Außereuropäische Arten (Auswahl)
- Afrikanischer Rosenkäfer (Mecynorhina torquata ugandensis)
- Goliathkäfer (Goliathus spp.)
- Pachnoda cordata
- Kongo-Rosenkäfer (Pachnoda marginata)
- Südafrikanischer Fruchtkäfer (Pachnoda sinuata)
- Eudicella tetraspilota

## Belege